# نيا أرتاكي
نيا أرتاكي: (باليونانية:Νέα Αρτάκη)، (بالإنجليزية:Nea Artaki)، بلدة يونانية ومركز لبلدية تقع في وسط البلاد وهي تقع ضمن مقاطعة إيفيا التي تتبع إدارياً لإقليم ستيريا إلاذا الإداري.

## الموقع والسكان
تقع البلدة على الساحل الغربي لجزيرة إيفيا، على الخليج الإيفي الشمالي.
تبعد مسافة (8) كم فقط إلى الشمال من خالكيذا عاصمة مقاطعة وجزيرة إيفيا. وترتبط معها عبر الطريق GR-77 بينما تبعد مسافة (88) كم عن أثينا عاصمة الـبلاد.
يبلغ عدد سكان البلدة والبلدية معاً (8,700) نسمة (تعداد 2001)، وذلك لأنه لا توجد أية قرية أو بلدة أخرى ضمن بلدية نيا أرتاكي، وبهذا تكون ثاني أكبر بلدة في جزيرة ومقاطعة إيفيا بعد خالكيذا.

## التسمية والتاريخ
يعني اسم البلدة (أرتاكي الجديدة)، وذلك تيمناً ببلدة أرتاكي (Artaki) في آسيا الصغرى والتي تقع حالياً ضمن الأراضي الـتركية على ساحل بحر مرمرة، والتي يطلق عليها اسم إردك (Erdek).
يعود تاريخ البلدة إلى عام (1924) عندما قام المهجّرون اليونانيون من بلدة أرتاكي القديمة إثر الحرب اليونانية-التركية (1919-1922) بتأسيس البلدة الجديدة وإطلاق هذا الاسم عليها.
تطورت البلدة في فترة الستينيات لاعتمادها على السياحة وصيد الأسماك وبسبب قربها من خالكيذا عاصمة مقاطعة إيفيا.

## متفرقات
- أهم نادي رياضي في البلدة هو إيه. أو. نيا أرتاكي.
- يحدث في البلدة سنوياً وفي شهر آب/أغسطس مهرجان يدعى كيزيكيا (Kyzikeia) وذلك نسبة إلى مدينة كيزيكوس (سيزيكوس) (Cyzicus) الـإغريقية القديمة عاصمة بلاد ميسيا (Mysia) التي تقع حالياً بقرب بلدة أرتاكي (Erdek) في تركيا.
- تعتبر البلدة إحدى ضواحي خالكيذا وتعتمد بشكل أساسي على السياحة إذ تمتلك شواطئ رملية على مسافة 4 كيلومتر.